# Laurin & Klement
 Laurin & Klement byla od roku 1895 obchodní značka českého výrobce jízdních kol, motocyklů a automobilů, kterou v roce 1925 koupil strojírenský podnik Škoda, čímž došlo ke vzniku dnešního výrobce Škoda Auto.

## Historie
Původní společnost pro výrobu jízdních kol založili v Mladé Boleslavi (v tehdejším Rakousko-Uhersku) v roce 1895 knihkupec Václav Klement (16. října 1868 – 13. srpna 1938) a strojní zámečník Václav Laurin (27. září 1865 – 3. prosince 1930).

### Založení firmy

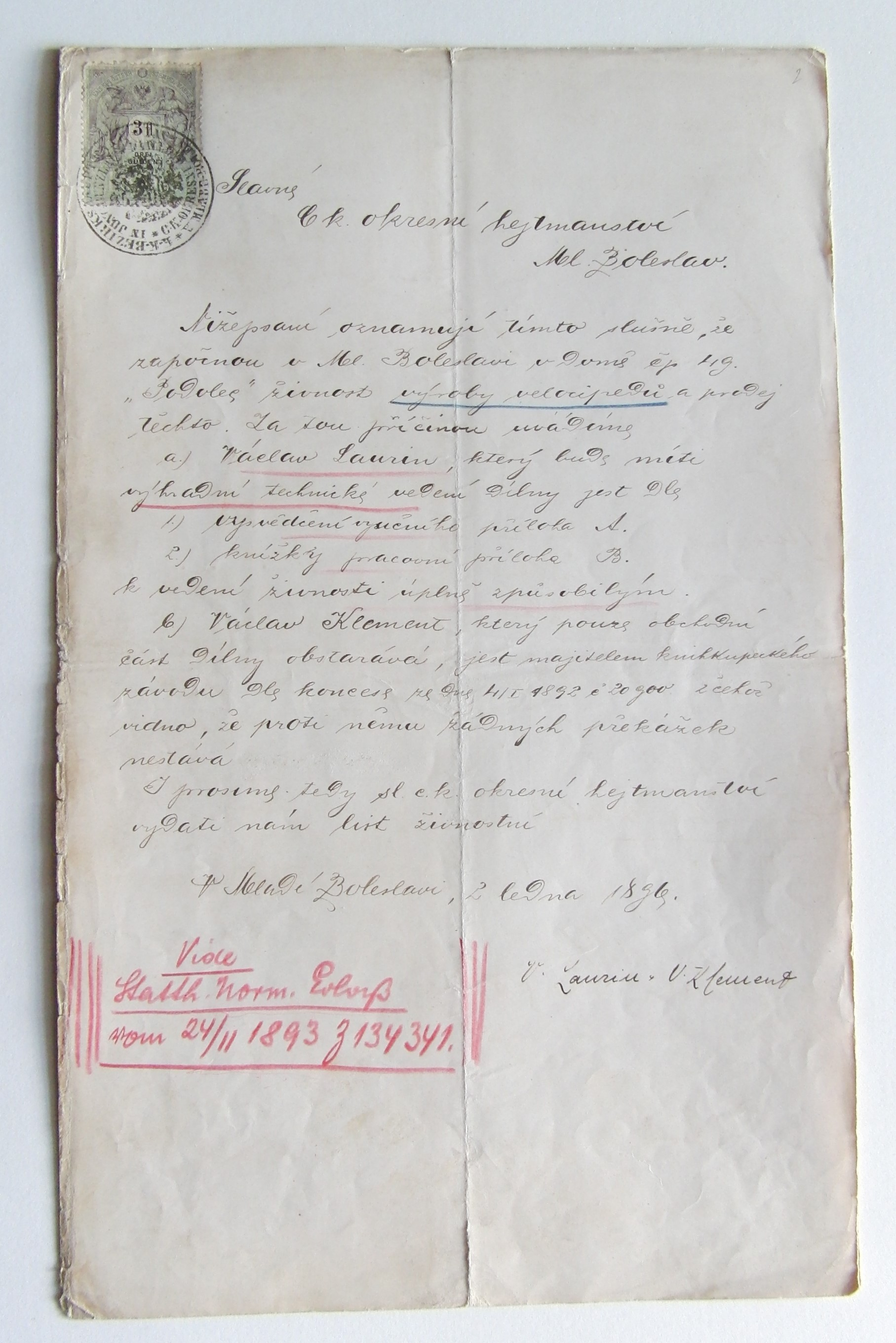
Ohlášení živnosti výroby a prodeje velocipedů společníků Václava Laurina a Václava Klementa z roku 1896. (SOkA Mladá Boleslav)

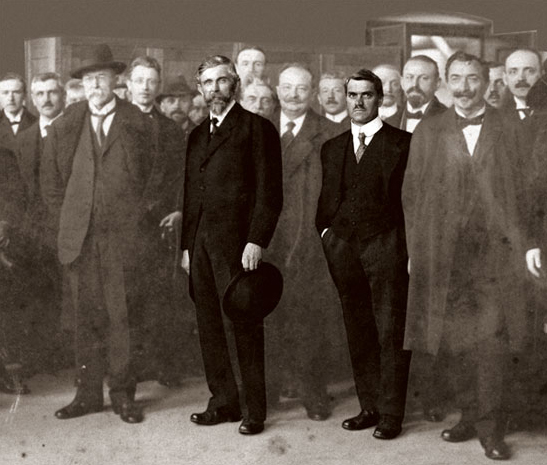
Zakladatelé Václav Klement (vlevo) a Václav Laurin (vpravo)

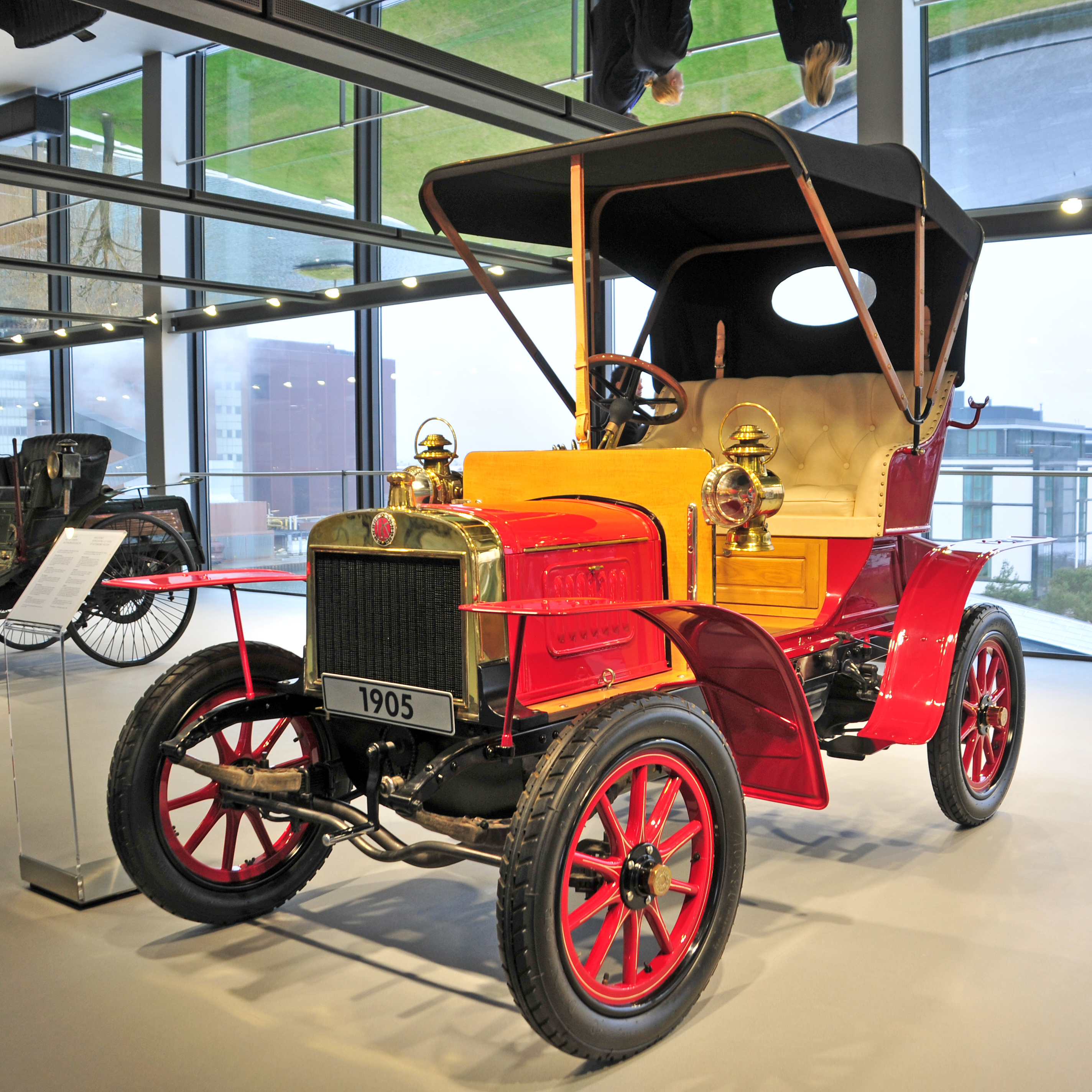
Laurin & Klement A (1905)

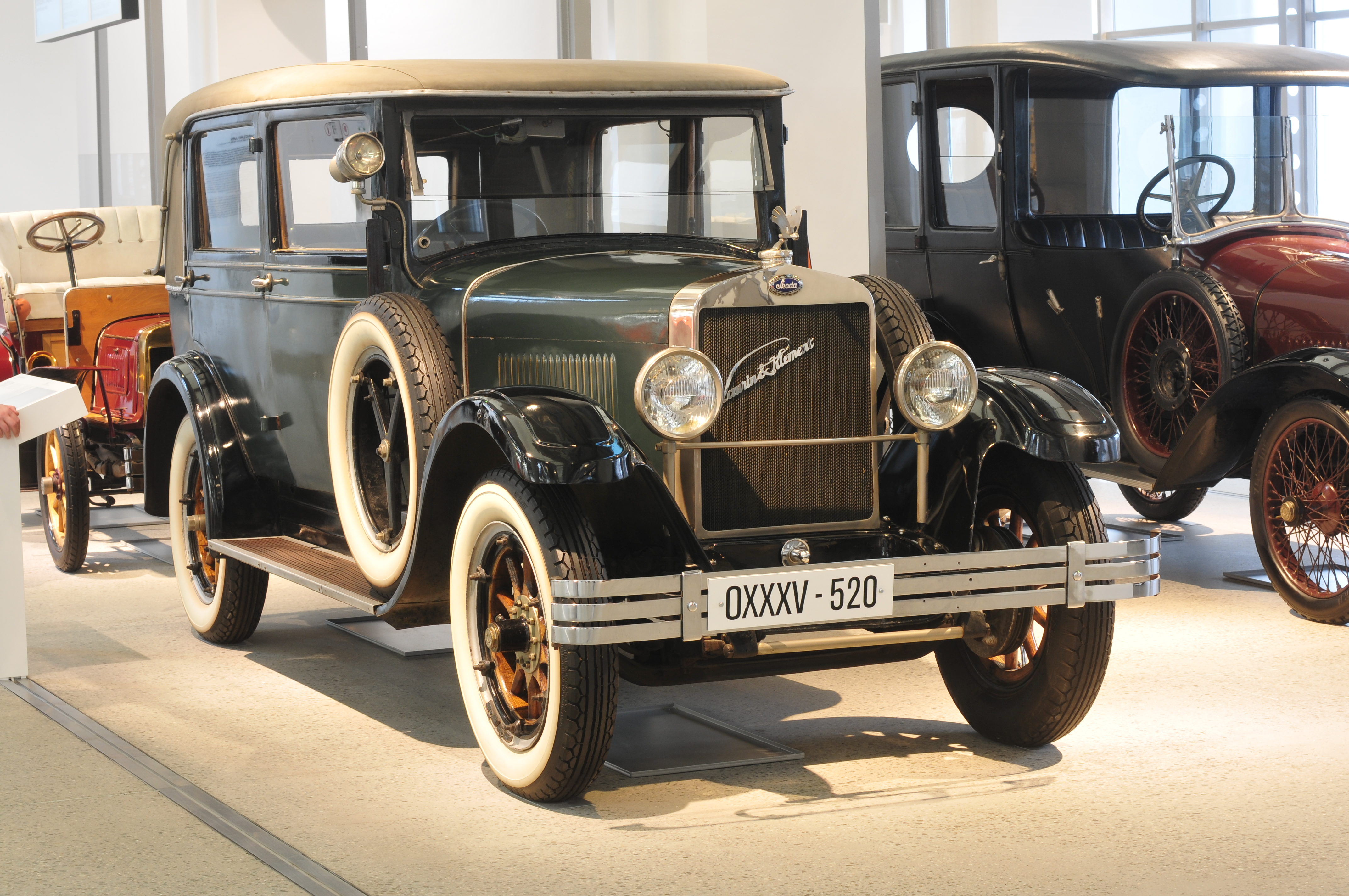
Laurin & Klement Škoda 110

Podnětem k založení byla reakce na Klementovu česky psanou reklamaci německého jízdního kola značky Germania, na kterou mu ústecká kancelář firmy Seidel & Naumann odpověděla, že reklamace musí být napsána „ve srozumitelném jazyce“. Proto se rozhodli pro vlasteneckou značku Slavia a s výrobou začali v pěti lidech dne 17. prosince[zdroj?] 1895 v pronajaté dílně na mladoboleslavské periferii, v místní části Na Hejtmánce. Během několika týdnů zaměstnávali 9 dělníků a pořídili si malý parní stroj, kromě výroby nových bicyklů se zaobírali i opravami. I přes písemně potvrzenou dvouletou záruku na nová kola bylo shánění zákazníků složité a mezi dealery byla i zastavárna, proto v říjnu 1896 přišel Klement s revolučním prodejem na splátky bez navýšení.
Koncem roku 1896 byla firma Laurin & Klement (dosud zřejmě braná jen jako podnikání dvou nezávislých fyzických osob) zapsána do obchodního rejstříku. V dubnu 1897 se L&K přestěhovala do nových prostor na Novém Městě a zaměstnávala 21 dělníků, na programu měla pět typů bicyklů (v ceně 110 až 160 zlatých) a tři typy rozvážkových tříkolek. Zvyšující se zájem zákazníků vedl k tomu, že v červenci 1897 byla výroba prohlášena za tovární. V říjnu 1897 byl zakoupen pozemek při silnici na Kosmonosy a v srpnu 1898 zde byla dokončena nová továrna na ploše 11 ha, která se stala základem pro další expanzi. Koncem roku měla továrna 32 dělníků, 6 učňů a 3 úředníky, vyráběla 3 typy bicyklů ve třech provedeních a jeden typ dvoumístného (tandemového) bicyklu.
V roce 1899 se v nabídce, kromě pěti typů bicyklů, dvou typů tandemů a dvou typů dětských kol, objevila první motocykleta: kolo s pomocným motorkem nad předním kolem, kterou zakoupili u bratří Michala a Eugena Wernerů v Paříži. V neděli 11. listopadu 1899 pak představili veřejnosti první skutečný moderní motocykl, Laurin & Klement Typ 1, s motorem uloženým ve spodní části rámu, tj. v ideálním těžišti pod jezdcem. Výroba motocyklů byla zprvu okrajová, v monarchii zájemci prakticky neexistovali a prvních 35 objednávek tak Klement sehnal teprve v Německu. O definitivní orientaci továrny však v roce 1900 rozhodl nečekaně úspěšný kontrakt na 150 motocyklů pro londýnskou společnost Hawetson, díky kterému také Václav Klement definitivně skončil s kariérou knihkupce. Kromě obyčejných motocyklů vyráběli Laurin s Klementem i tříkolové motorové vozy, ty však byly stále odvozeny od původní Slavie, stejně jako koncept Quadricycle z roku 1901, který nikdy nepřešel do výroby. V roce 1901 se L&K poprvé zúčastnili motocyklového závodu, konkrétně Paříž - Berlín, ve kterém zvítězil Narcis Podsedníček. V roce 1903 už výroba motocyklů začala převažovat nad bicykly, továrna se rozrostla na rozlohu 30 ha a zaměstnávala přes 200 zaměstnanců. Za obchodní úspěch vděčila společnost také úspěchům svých sportovních jezdců, vedle Podsedníčka to byli František Toman a především Václav Vondřich, který roku 1905 zvítězil ve druhém ročníku okruhového závodu ve francouzském Dourdanu. Tato část historie byla umělecky zpracována např. ve filmu Dědeček automobil. Po necelých deseti letech výroby skončila společnost L&K dne 8. března 1905 s výrobou jízdních kol a nosným programem byly motocykly.
Koncem roku 1905, kdy měla továrna rozlohu 80 ha a 355 zaměstnanců, představila první skutečný automobil: voiturettu Laurin & Klement A. Díky bezkonkurenční ceně 3600 K měl rázem úspěch u více než stovky zákazníků, následujícího typu B se za cenu 4200 K prodalo 250 kusů během tři let (pro srovnání: motocyklů se vyrobilo za prvních pět let přes 2000 kusů). V dalších letech se paleta typů rozšiřovala. V březnu 1906 vypukla velká stávka, vyvolaná všeobecným zdražováním a neochotou V. Klementa přistoupit na požadavky odborových organizací. Stávky se zúčastnilo 408 zaměstnanců a až 29. března 1906 byla uzavřena dohoda, respektující většinu požadavků zaměstnanců.

### Akciová společnost
Rostoucí zájem zákazníků tlačil na investiční kapitál, kterého se však nedostávalo, a tak se oba společníci rozhodli pro přeměnu společnosti na akciovou společnost. 19. července 1907 tak byla zapsána do obchodního rejstříku firma Laurin & Klement, akciová společnost, továrna automobilů v Mladé Boleslavi. Klement se stal jejím generálním ředitelem, Laurin technickým ředitelem, a továrna se brzy rozrostla na plochu 134 ha s šesti sty zaměstnanci. Téhož roku vyrobila například svůj první osmiválec Laurin & Klement FF nebo první omnibus Laurin & Klement H. Společnost se brzy stala největším výrobcem automobilů v Rakousko-Uhersku a její vozy vítězily v celé řadě mezinárodních sportovních soutěží, na čemž kromě výše zmíněného V. Vondřicha měli největší zásluhy „Hiero“ Otto Hieronimus a „Saša“ Alexander hrabě Kolowrat.
Továrna dál rostla, paleta souběžně nabízených typů překročila desítku a rozšířila se o neautomobilní výrobky, například stacionární motory (licence Brons), letecké motory apod. V roce 1911 se L&K spojila s První pražskou akciovou strojírnou, dříve Ruston a program obohatila o silniční válce Laurin & Klement VB, v roce 1912 firma převzala libereckou automobilku RAF a díky tomu se rozšířila nabídku o bezventilové šoupátkové motory Knight (tento pobočný závod ale už v roce 1916 přestěhoval technologie do Boleslavi a areál RAFu získali textilní podnikatelé). Téhož roku 1912 představila motorový pluh Excelsior, vyvinutý ve spolupráci s roudnickou firmou Rudolfa Bächera.
Domácí trh v rámci českých zemí nebyl příliš veliký, v rámci monarchie to již bylo lepší – například celá pětina produkce směřovala do rakouských zemí. Výrazný podíl měl export, například předválečné Rusko odebíralo více než třetinu všech vyrobených vozidel. Klement se už dávno snažil o zlevnění výroby zavedením nových lehkých automobilů vyráběných ve větších sériích. Typickým představitelem se stal v dubnu 1911 typ Laurin & Klement S, který se ve výrobě udržel až do roku 1925, tehdy už pod názvem L&K 220.

### První světová válka
Za první světové války byla výroba automobilů a motocyklů omezena ve prospěch válečných potřeb. Klement tehdy vyreklamoval zaměstnance automobilky z odvodů na frontu díky tomu, že ve firmě zavedli výrobu munice a zbraní pro armádu nebo vyráběli vlastní obráběcí stroje. Společnost L&K jako celek relativně prosperovala díky tomu, že rozšiřovala podnikatelské aktivity pro zajištění potřeb svých i zaměstnaneckých: měla vlastní elektrárny (jednu parní v areálu a tři vodní na Jizeře), cihelnu, pilu, statek, mlékárnu, sodovkárnu, obuvnickou dílnu atd. Na tehdejší dobu zde dovedli k naprosté dokonalosti nejen vlastní fyzikální a chemické laboratoře, ale také jako jediní v Rakousko-Uhersku disponovali vlastním elektrickým počítačem s děrnými štítky a s výstupem na psací stroj. Díky tomu zde mohli již tehdy vyhodnocovat výkonnost zaměstnanců, zmetkovitost a podobné statistické hodnoty v řádu několika hodin po vyplnění výkazů. V roce 1916 měla továrna 1715 zaměstnanců a areál se rozšířil na 310 ha.
Naopak po válce se dostavily problémy vzniklé novým geopolitickým uspořádáním a zpřetrháním řady obchodních vazeb: z relativně velkého rakousko-uherského hospodářského prostoru se většina zákazníků náhle ocitla za hranicemi, minimalizoval se však vývoz i do tak vzdálených destinací, jako Austrálie nebo Japonsko. Nově vzniklé evropské státy byly často hospodářsky zesláblé a to platilo i pro Československo, které v počátcích bojovalo o územní integritu a automobilky byly pod kontrolou armády. Omezení výroby automobilů však bylo kompenzováno jinými aktivitami, například výše zmíněným velmi úspěšným motorovým pluhem Excelsior. Později docházelo k novému rozvoji obchodních aktivit a k postupnému obnovování obchodních vazeb i přes celní bariéry ostatních zemí. L&K tehdy byla jediná československá automobilka, která nebyla součástí jiného strojírenského koncernu, a na rozdíl od konkurence stále odmítala přijít s revolučním typem malého automobilu v protiváze k typům Tatra 11 nebo Praga Piccolo.

### Prodej společnosti

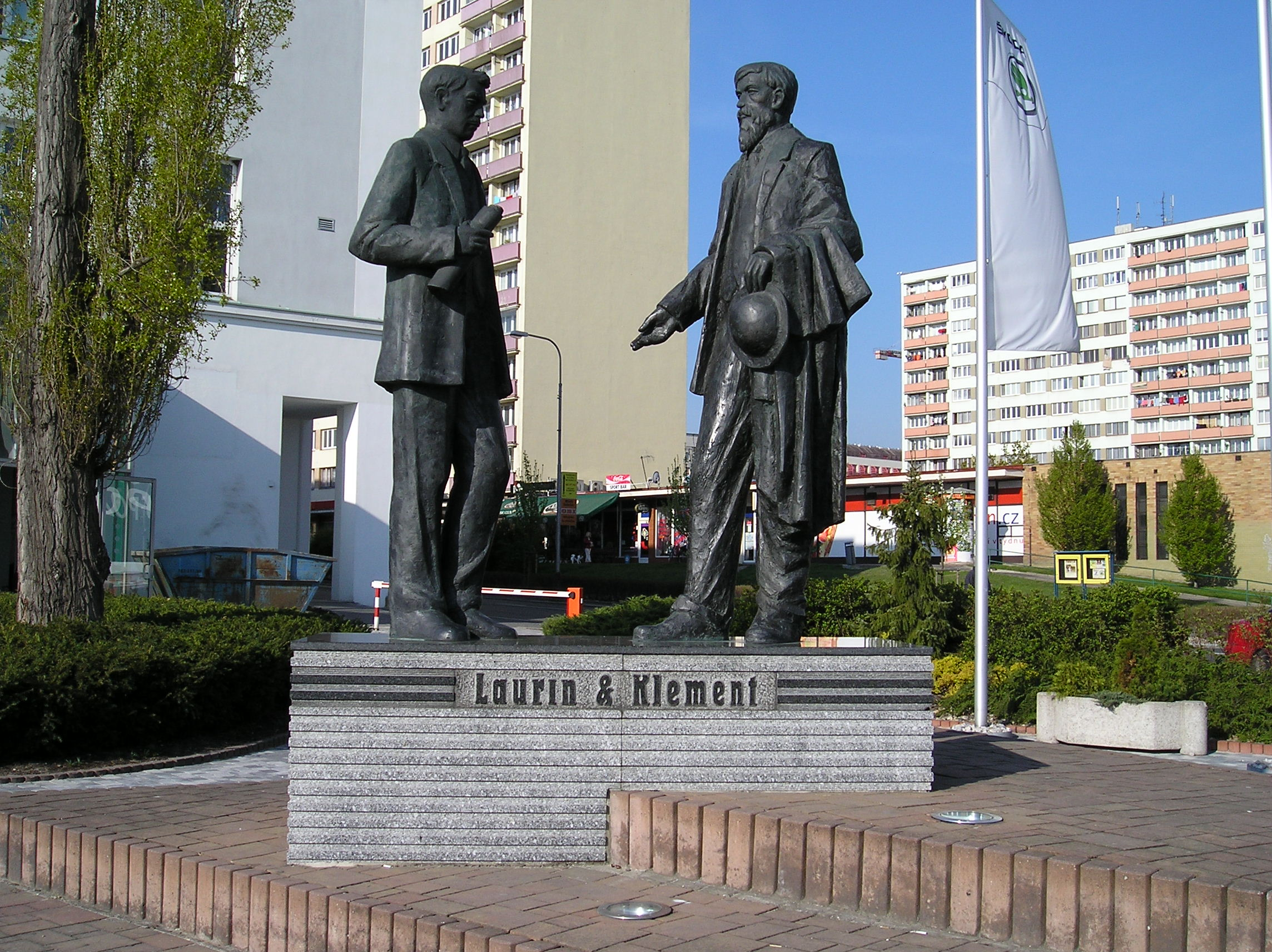
Sousoší Laurina a Klementa v Mladé Boleslavi

V noci z pátku 27. na sobotu 28. června 1924 zachvátil areál firmy požár, při kterém byla zničena významná část technologií. Ačkoli se podařilo technické vybavení nahradit a v listopadu 1924 se již v nově vystavěných budovách znovu vyrábělo, ocitla se společnost v existenční tísni: její automobily prohrávaly v konkurenčním boji se značkami Praga a Tatra z důvodu stárnoucí koncepce, malosériové výroby a tedy vysokých cen. Byla nutná finanční injekce jednak pro výstavbu nových provozů velkosériové výroby, jednak pro vývoj zcela nových typů vozů. Proto 27. června 1925 došlo k fúzi automobilky L&K se strojírenským koncernem Akciová společnost, dříve Škodovy závody v Plzni. Mladoboleslavská automobilka se tím pádem stala pouze jedním z několika výrobních závodů a orientovala se na osobní automobily, téměř veškerou administrativu převzalo obchodní ředitelství Škody v Praze a vývoj a výroba užitkových automobilů se přestěhoval do Plzně. Výroba motocyklů byla zastavena. Václav Laurin se stal řadovým ředitelem, Václav Klement generálním radou, oba bez významnější zodpovědnosti a tedy i pravomocí.
Vyráběné vozy od tohoto okamžiku nesly název Laurin & Klement – Škoda, všechny nově vyvinuté už pouze Škoda. V roce 1930 se tento pouhý závod změnil na samostatnou společnost v rámci koncernu Škoda, pod novým názvem Akciová společnost pro automobilový průmysl (ASAP), která značku Škoda používala jen jako obchodní označení pro své výrobky (osobní a užitkové automobily, autobusy, trolejbusy a traktory). V roce 1945 se pak od původní Škodovky oddělila jako Automobilové závody, národní podnik (AZNP).

## Škoda Auto - Laurin & Klement

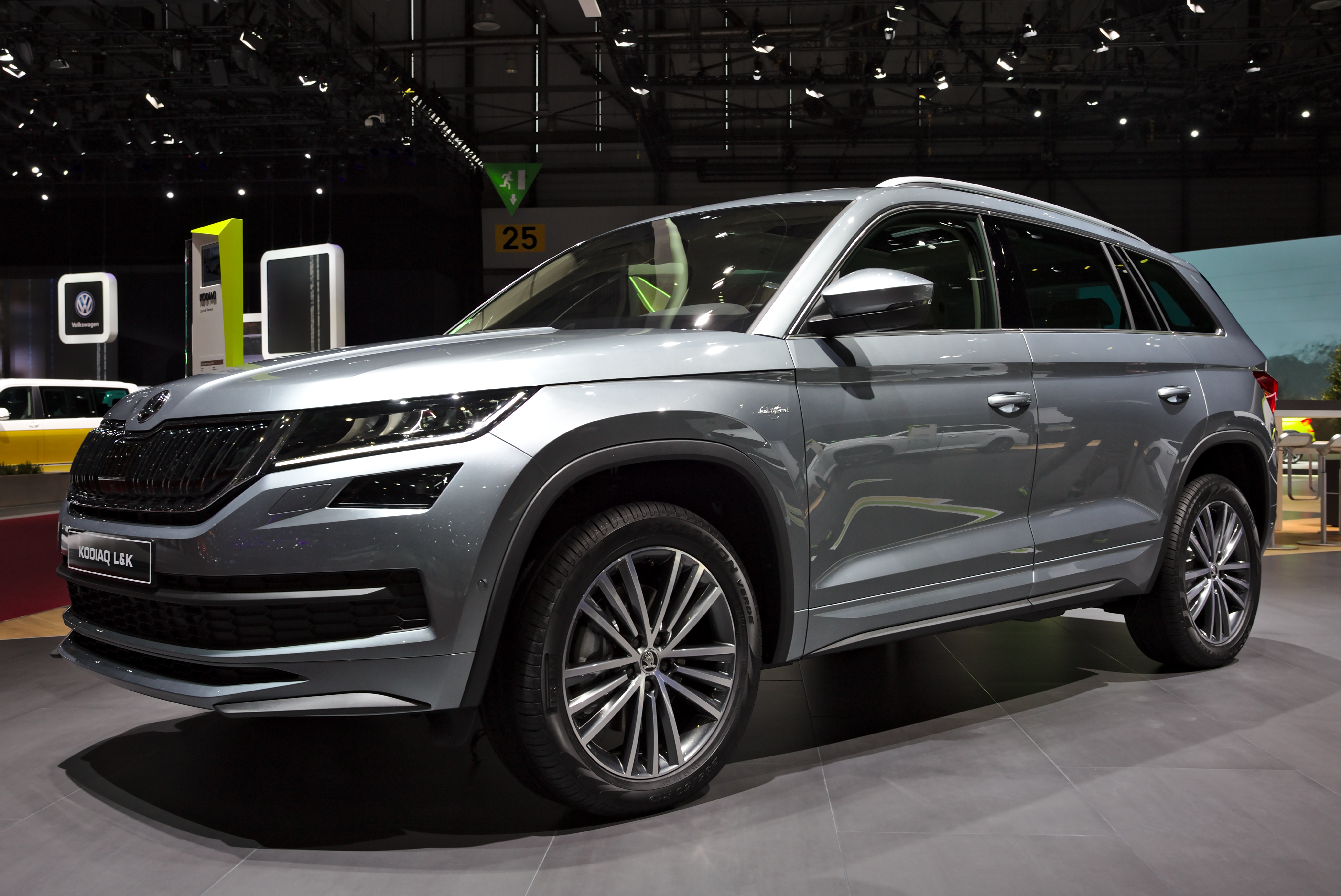
Škoda Kodiaq Laurin & Klement

Pojmenování Laurin & Klement používá současný výrobce Škoda Auto pro pojmenování nejluxusnější výbavy některých vozů – Škoda Enyaq, Škoda Kodiaq, Škoda Felicia, Škoda Octavia a Škoda Superb .

## Automobily
| - Laurin & Klement A (1905) - Laurin & Klement B (1906) - Laurin & Klement C (1906) - Laurin & Klement E (1906) - Laurin & Klement B2 (1907) - Laurin & Klement C2 (1907) - Laurin & Klement FC (1907) (závodní vůz) - Laurin & Klement FCS (1908) (závodní vůz) - Laurin & Klement BS (1908) - Laurin & Klement EN (1909) - Laurin & Klement FCR (1909) (závodní vůz) | - Laurin & Klement ENS (1910) - Laurin & Klement T / Ta (1914) - Laurin & Klement MK6 / 445 / 450 (1920) - Laurin & Klement A / 100 (1922) - Laurin & Klement 105 (1923) - Laurin & Klement 150 (1923) - Laurin & Klement 350 (1925) - Laurin & Klement 110 (1925) - Laurin & Klement 120 (1925) - Laurin & Klement 360 (1926) |

## Motocykly
- Laurin & Klement Typ 1 (1899)